# غازتيلوجاتكس

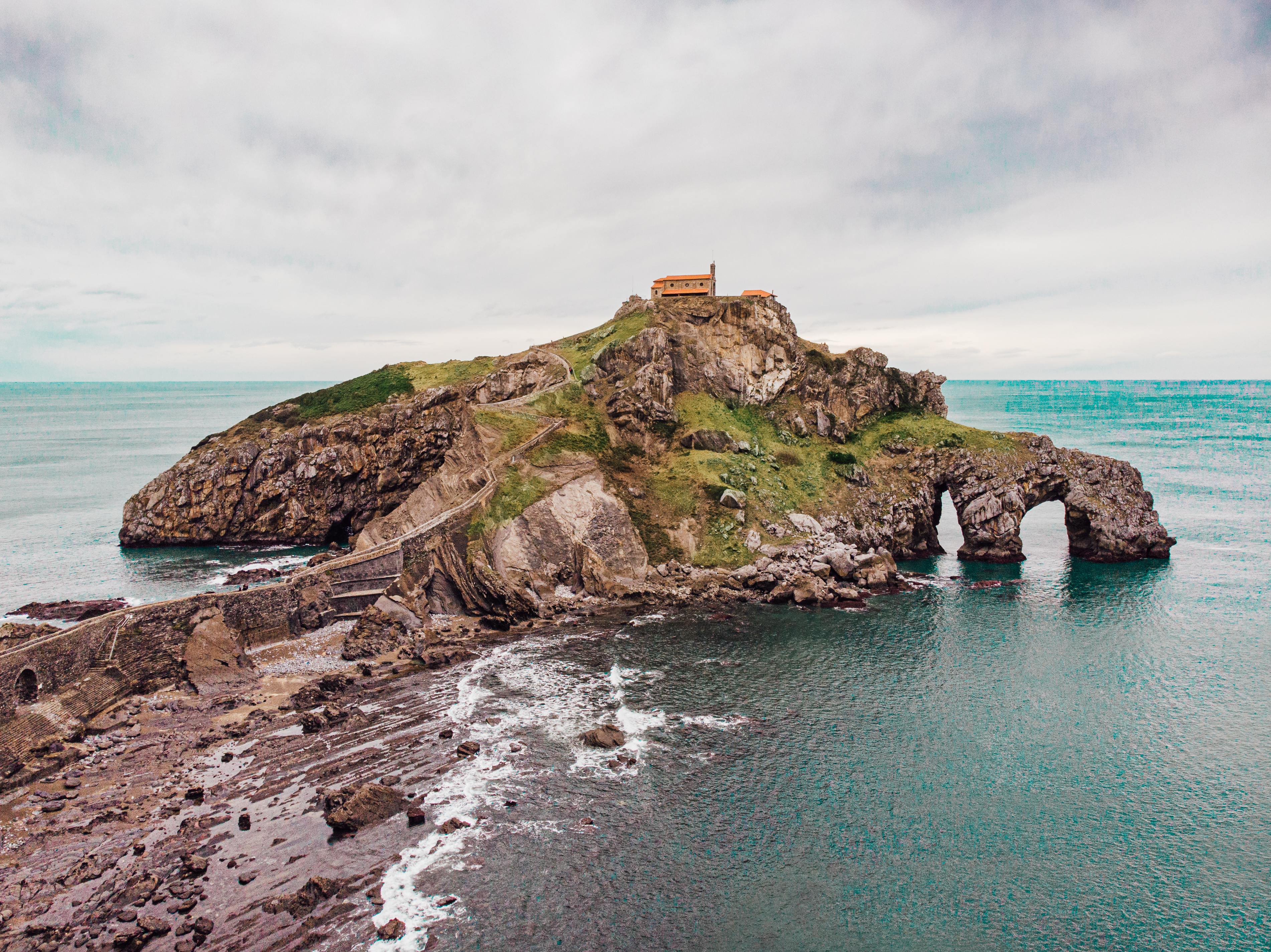
غازتيلوجاتكس

غازتيلوجاتكس هي جزيرة صغيرة على ساحل بسكاي تابعة لبلدية بيرميو، إقليم الباسك ( إسبانيا ). وهي متصلة بالبر الرئيسي عن طريق جسر من صنع الإنسان. يوجد على قمة الجزيرة منسك (يُسمى غازتيلوجاتكسيكو دونيين باللغة الباسكية؛ غازتيلوجاتكس القديس يوحنا بالإسبانية )، مخصص ليوحنا المعمدان، ويعود تاريخه إلى القرن العاشر، على الرغم من أن الاكتشافات تشير إلى أن التاريخ قد يكون في القرن التاسع. وتشكل هذه الجزر مع جزيرة أخرى صغيرة مجاورة، وهي أكيتكس، بيئة حيوية محمية تمتد من بلدة باكيو إلى كيب ماتشيتشاكو، على خليج بسكاي.

## أصل الكلمات
كلمة غازتيلوجاتيكس [ɡas̻teluɡatʃe] تأتي من الكلمة الباسكية غازتيلو = "القلعة" و اتكس = "الصخرة"، وتشكل " القلعة الصخرية ". كلمة اتكس ومشتقاتها شائعة في الأسماء الجغرافية الباسكية المتعلقة بالقمم الصخرية: أكيتكس، أونتزيلاتكس، أتكسولو.

## الوصف

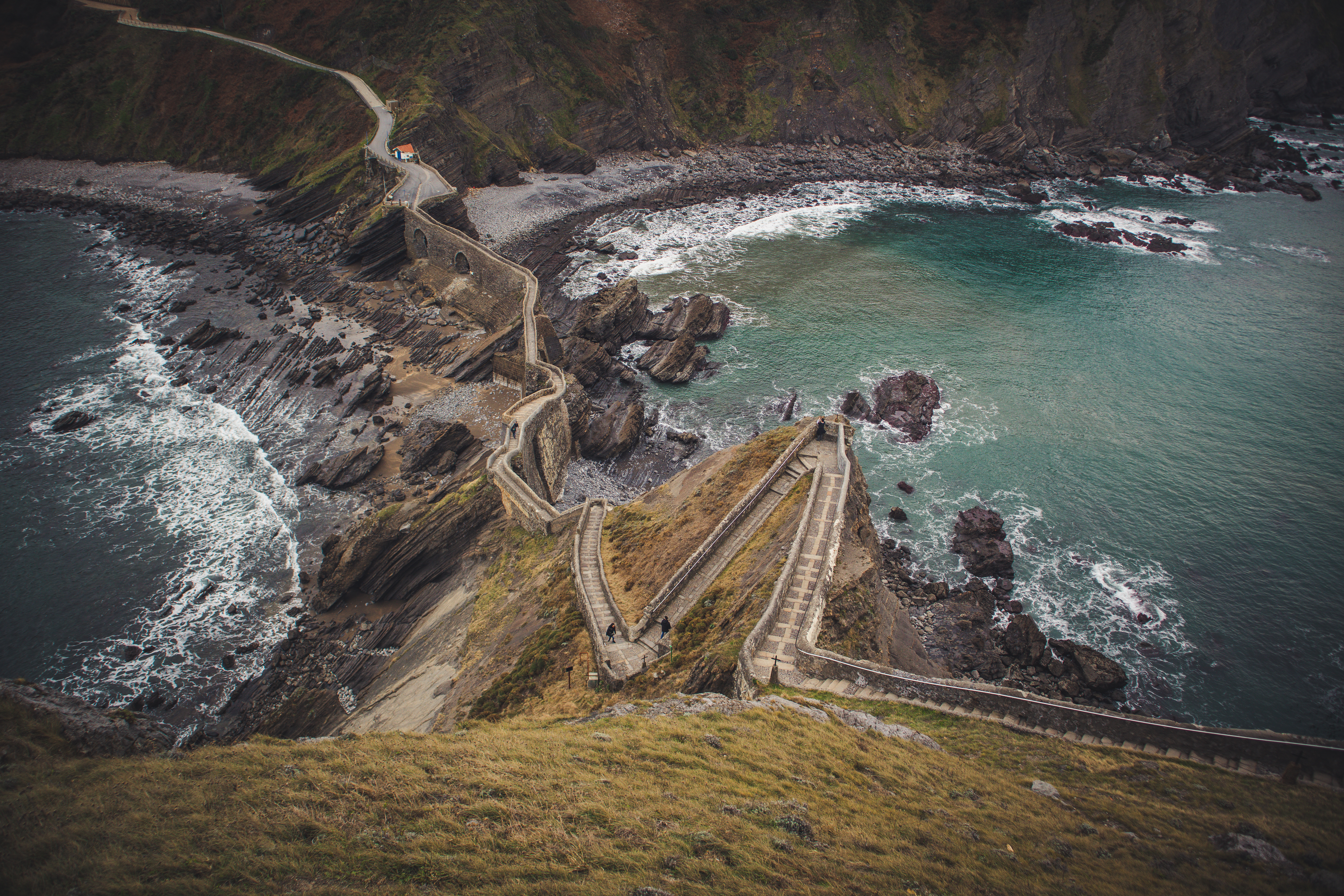
الدرج والمسار حتى الصخرة

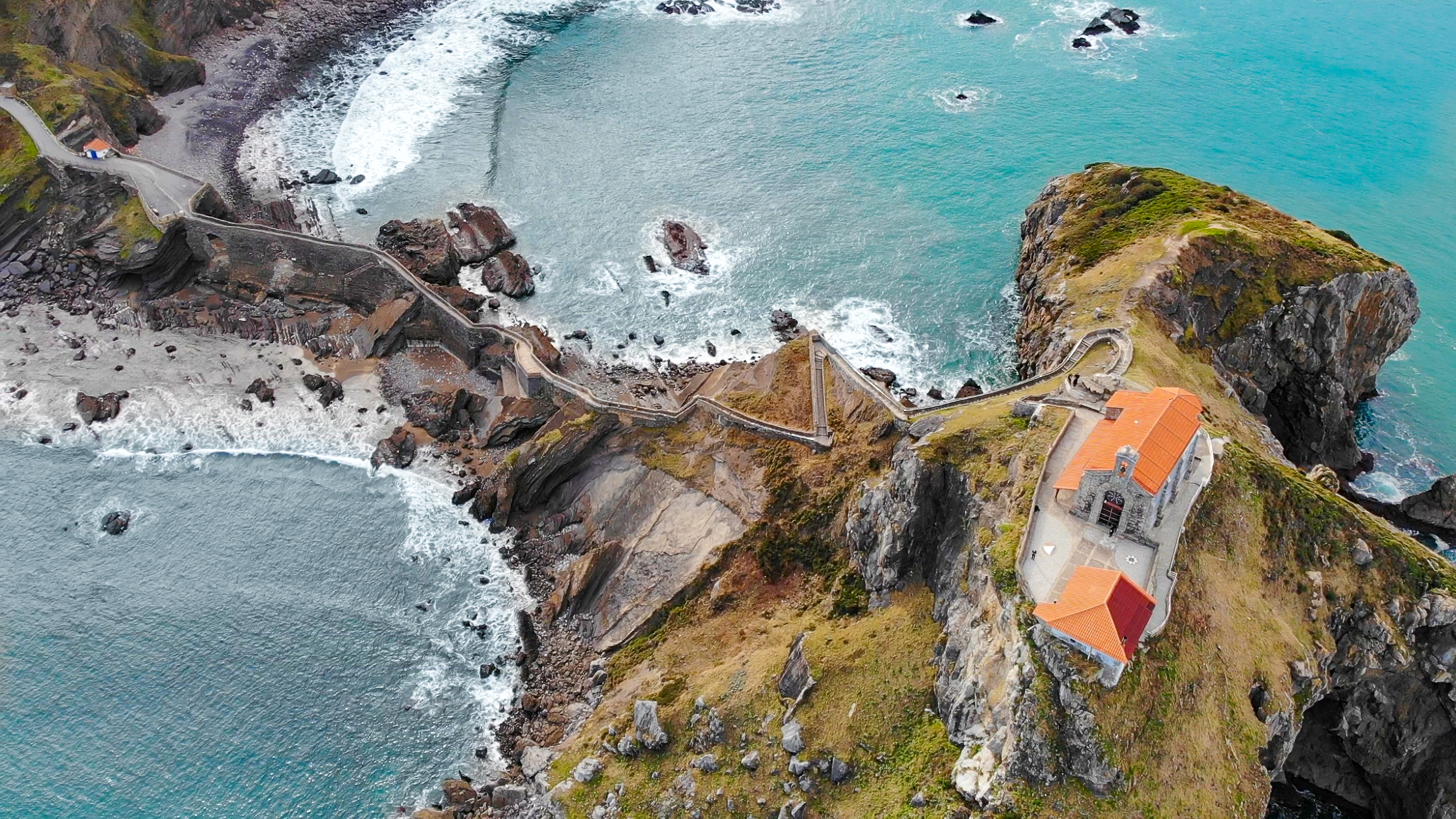
الدرج والمسار إلى أعلى الصخرة باستخدام الطائرة بدون طيار

ساحل الباسك وعر في هذه المنطقة. لأن البحر يؤدي باستمرار إلى تآكل الساحل الصخري مما يؤدي إلى إنشاء الأنفاق والأقواس والكهوف. وتقع جزيرة غازتيلوجاتكس في وسط هذا القسم من الساحل بجوار جزيرة أكيتكس الصغيرة، وهي موطن للطيور البحرية.
وبجانب المزار، يوجد ملجأ صغير مطل على البحر، يستخدم للنزهة وللاحتماء من الريح.
يتم الوصول إلى المنسك (المزار) عبر ممر ضيق، خلال الجسر الحجري الصلب، ويصعد 231 درجة  (تشير مصادر أخرى إلى الرقم 229 أو 237). وفقًا للأسطورة، بعد التسلق الشاق قليلاً إلى قمة الصخرة، يجب على المرء أن يقرع الجرس ثلاث مرات ويتمنى أمنية.

### المزار
ترتفع الكنيسة الصغيرة عن سطح البحر 80 متراً،  ويعود تاريخها إلى القرن العاشر. في عام 1053م، تبرع بها دون إنييغو لوبيز، سيد بسكاي، إلى دير سان خوان دي لا بينيا بالقرب من جاكا في ويسكا. تم العثور على مدافن من العصور الوسطى من القرنين التاسع والثاني عشر في الساحة وفي المزار.
في عام 1593م تعرضت للهجوم والنهب من قبل فرانسيس دريك. ومن بين الحوادث الأخرى، اشتعلت فيها النيران عدة مرات. في 10 نوفمبر 1978م، تم تدميره في أحد هذه الحرائق. وبعد ذلك بعامين، في 24 يونيو 1980م، أعيد افتتاحه. ينتمي المنسك إلى رعية سان بيلايو في باكيو.
يضم المنسك أيضًا عروضًا نذرية من البحارة الذين نجوا من حطام السفن.

## الاستخدامات الاستراتيجية
الموقع الاستراتيجي للمكان أعطاه دورًا مهمًا في الحلقات التاريخية. كان أحد الأماكن التي واجه فيها سيد بسكاي، خوان نونيز دي لارا، ألفونسو الحادي عشر، ملك قشتالة، عام 1334م.
في عام 1594م، تعرض للهجوم من قبل الهوغونوتيين من لاروشيل، الذين نهبوه وقتلوا القائم بأعماله. في القرن الثامن عشر تعرض للهجوم من قبل القوات الإنجليزية. في الحرب الأهلية الإسبانية وقعت معركة كيب ماشيشاكو البحرية في مكان بالقرب منه.

## تصوير الموقع
قامت شبكة إتش بي آو بتصوير مشاهد للموسم السابع من مسلسلها الخيالي صراع العروش في الجزيرة.  حلت غازتيلوجاتكس محل عالم الجليد والنار، بقلعة تم إنشاؤها رقميًا أعلى الجزيرة.

## معرض الصور

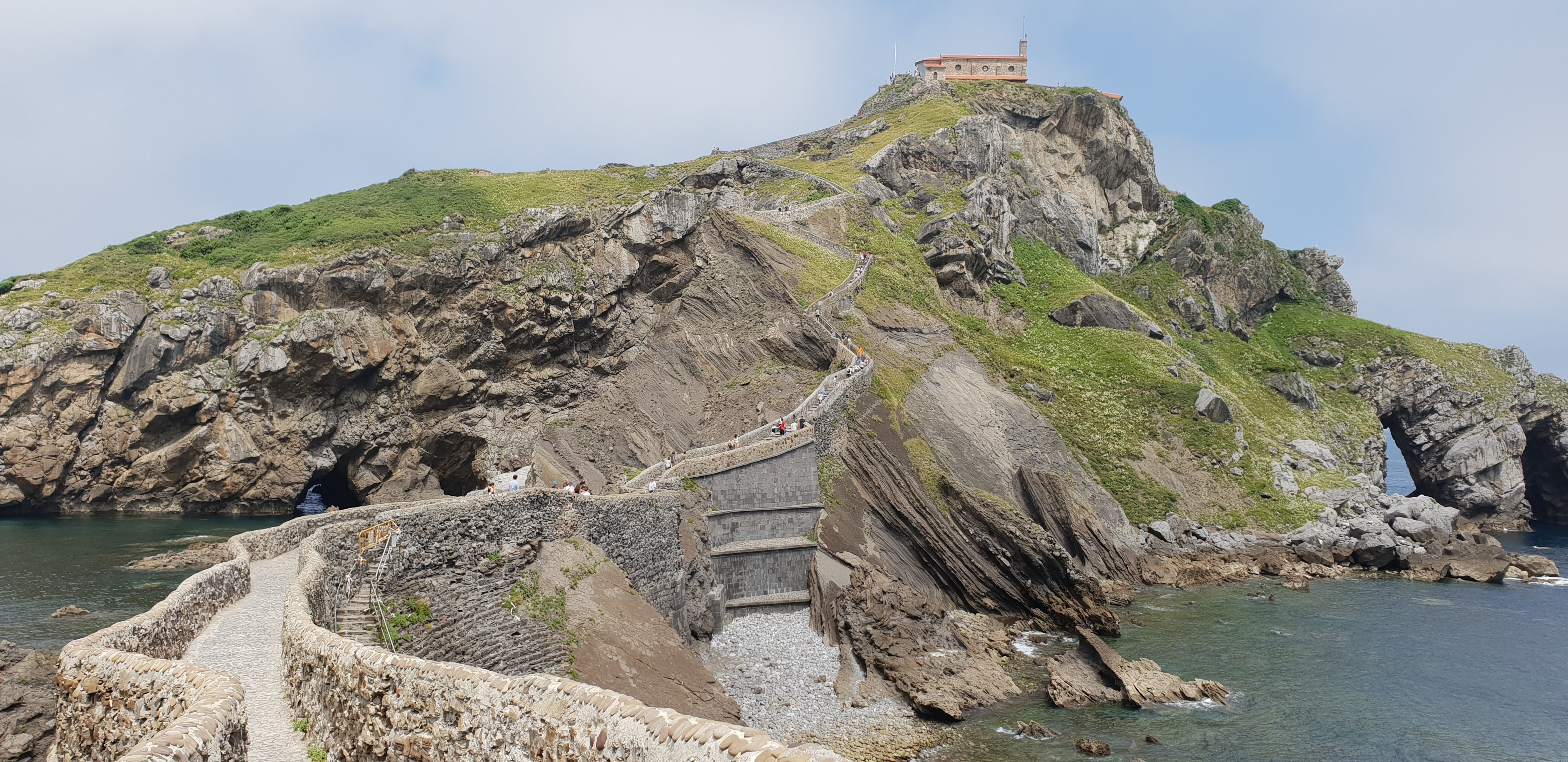
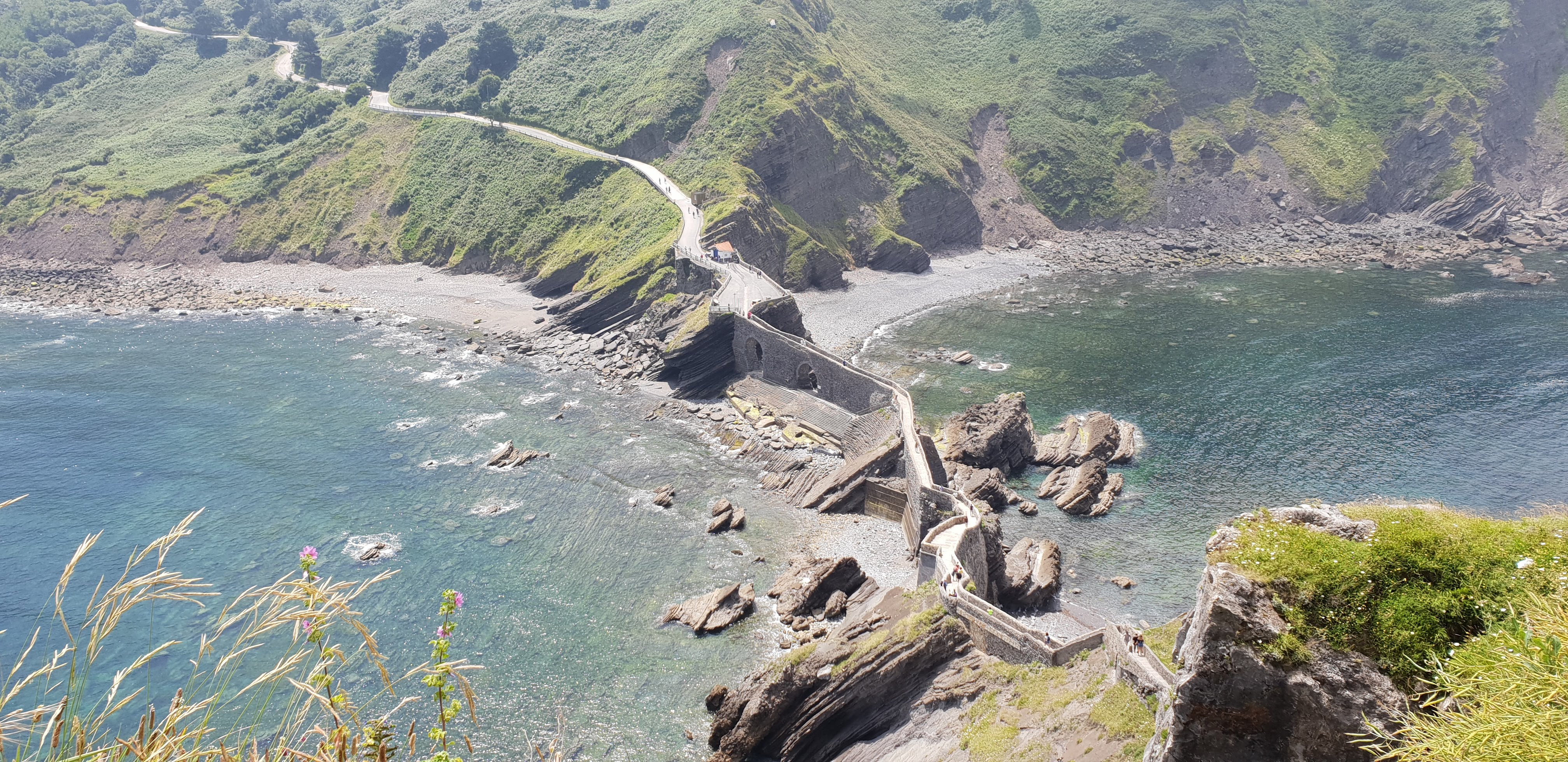
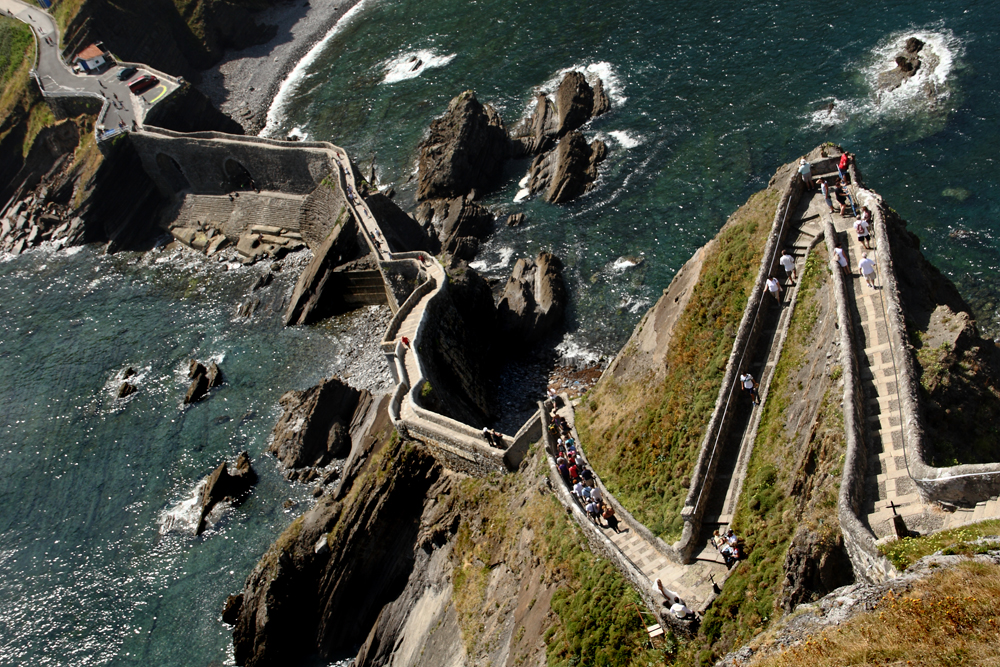
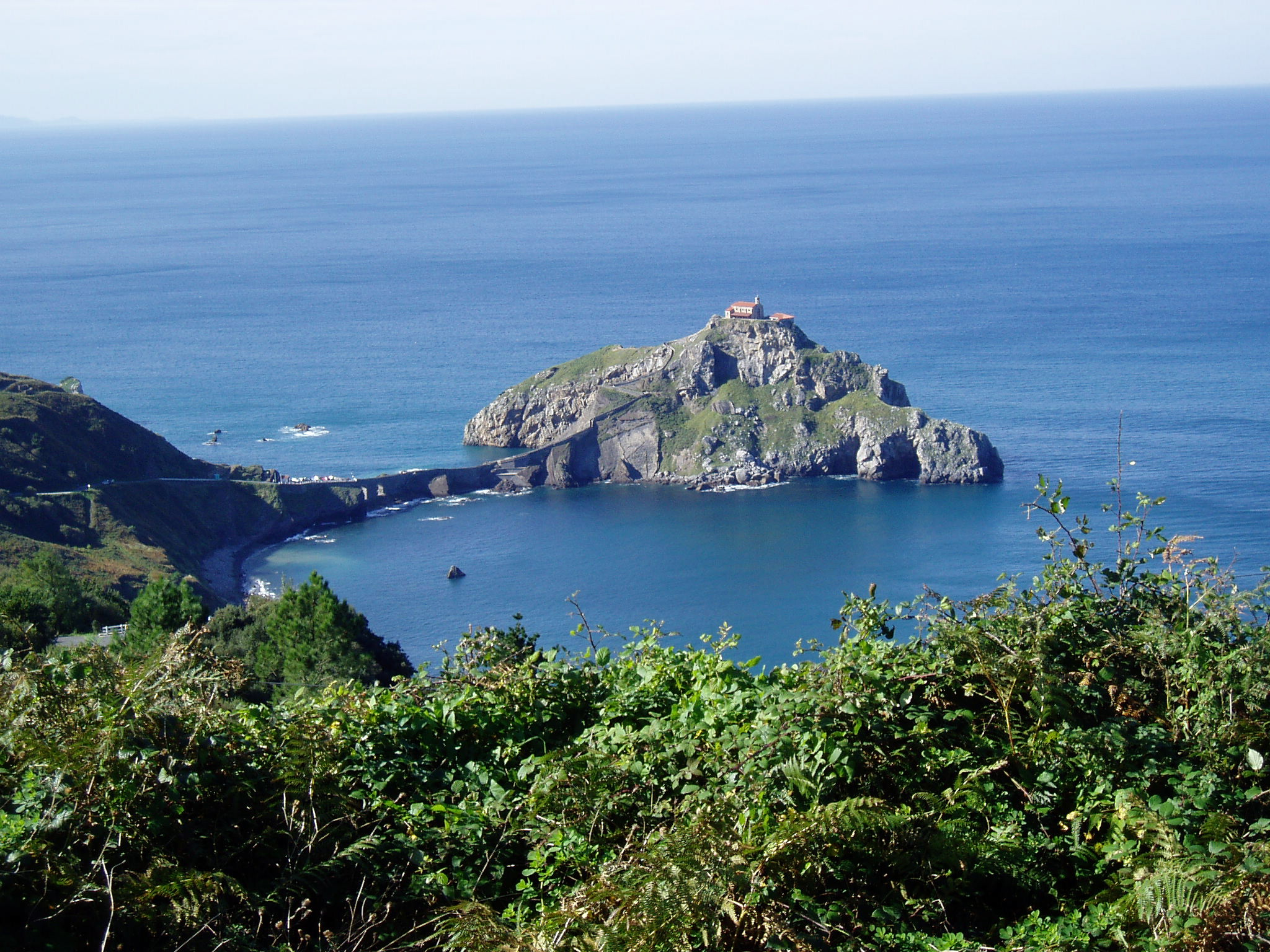
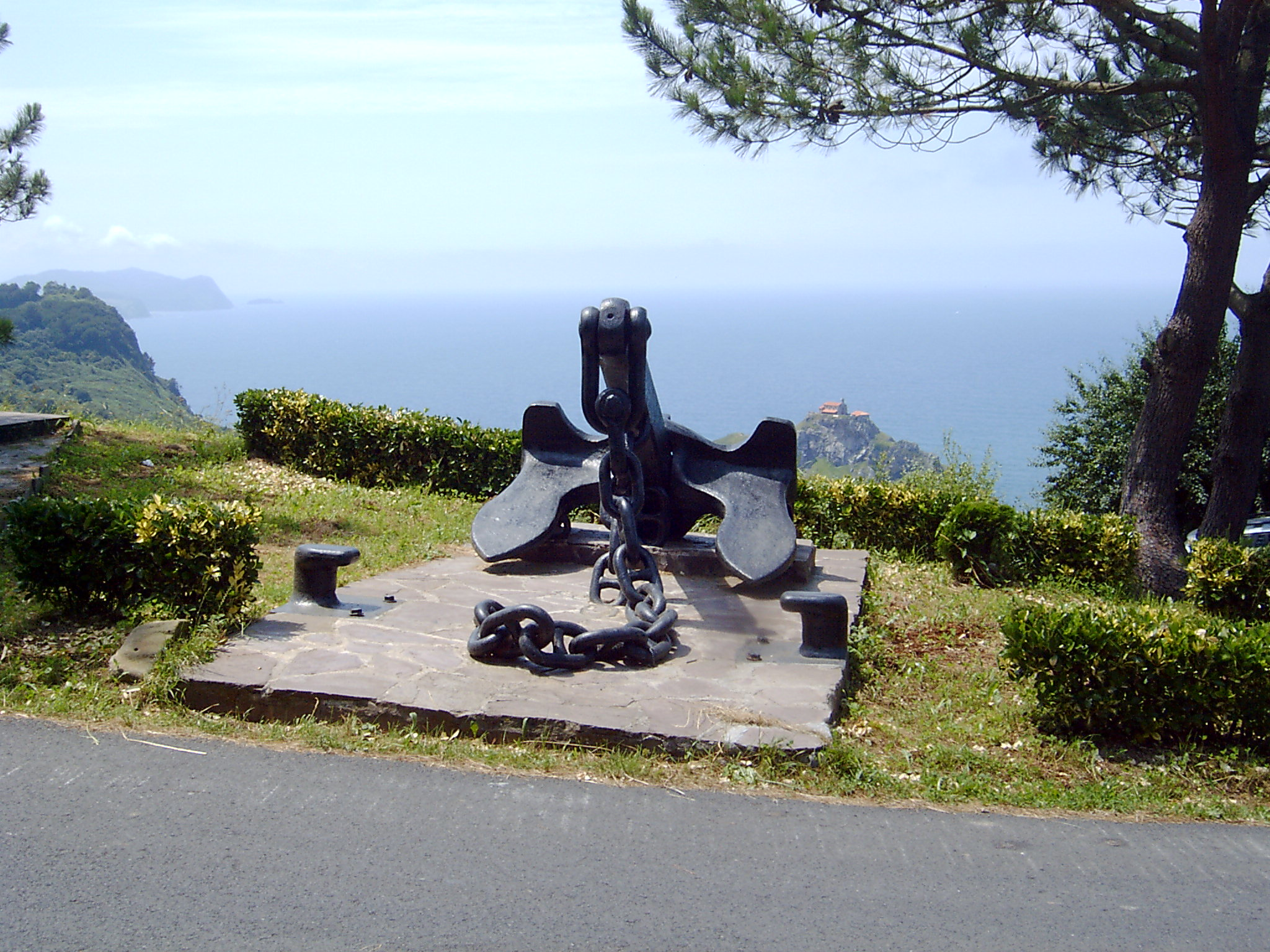
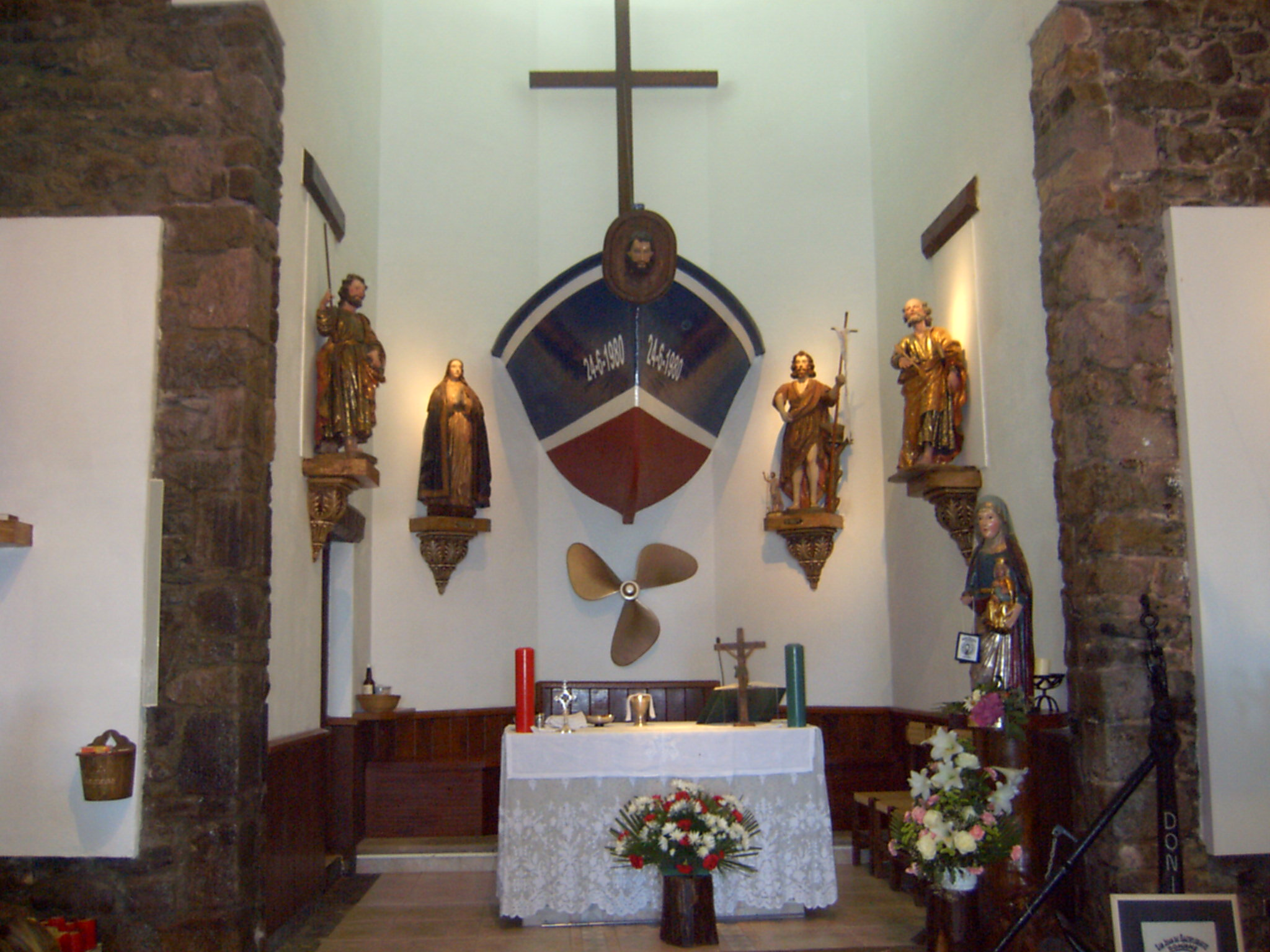
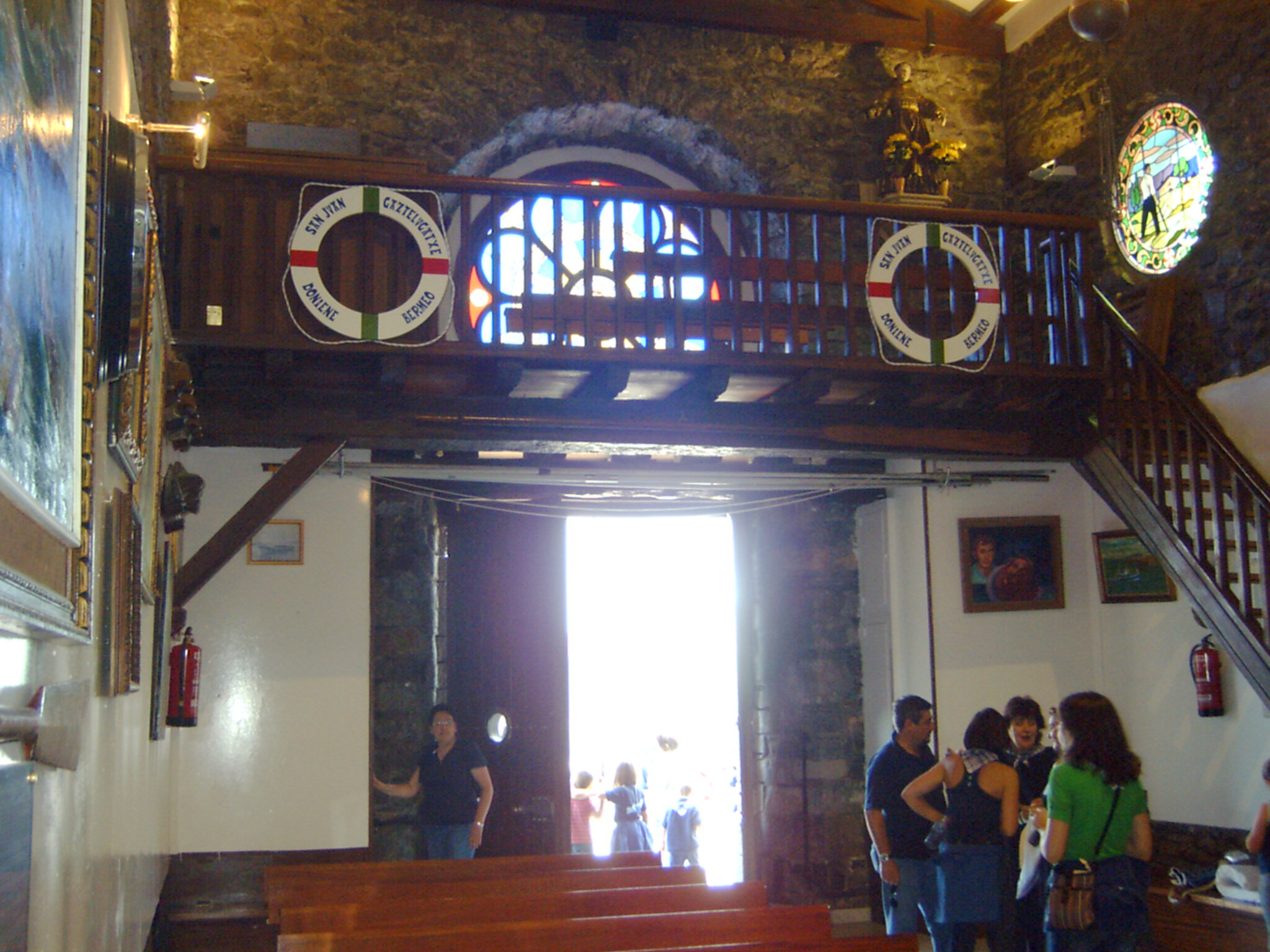
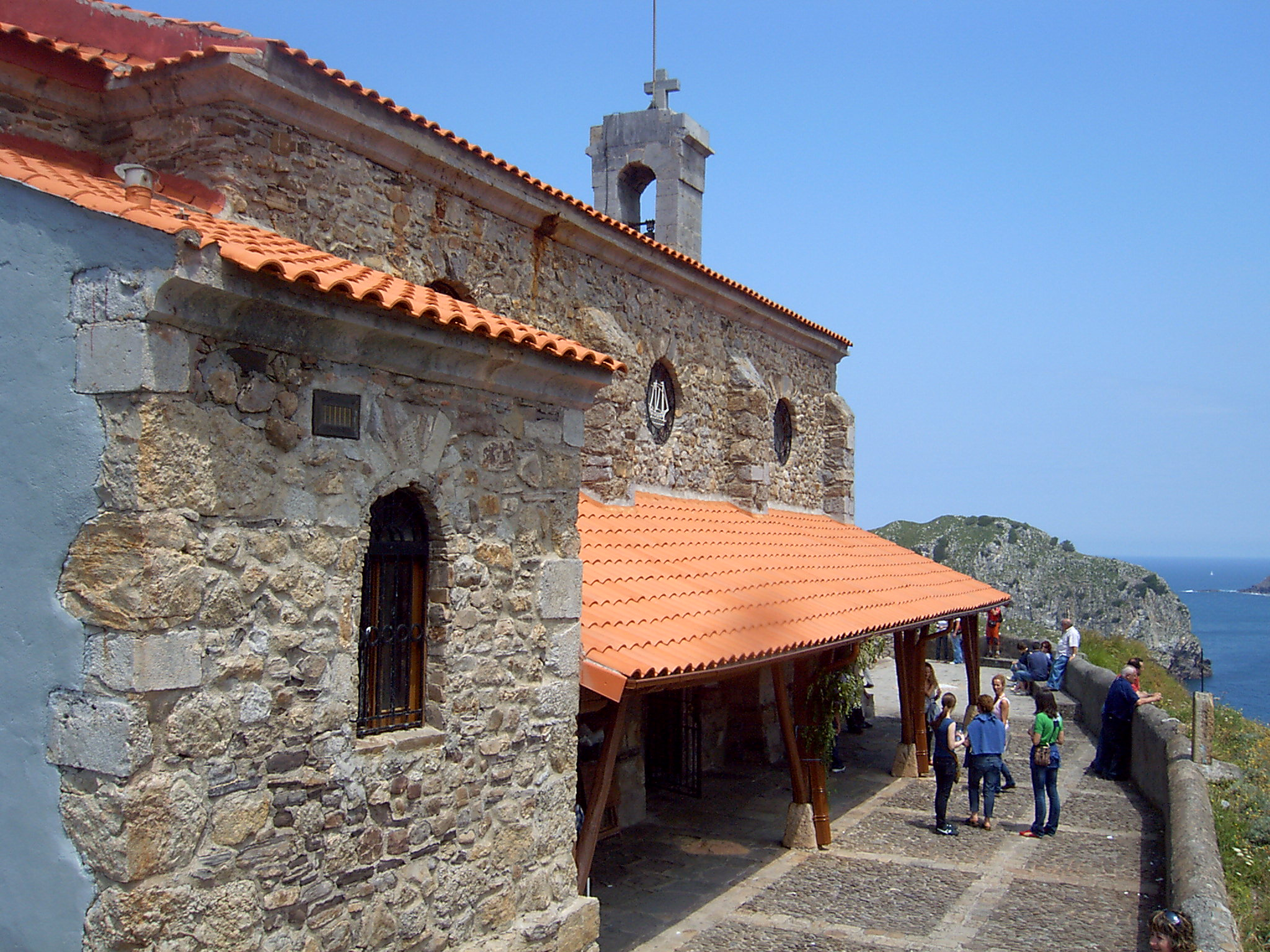
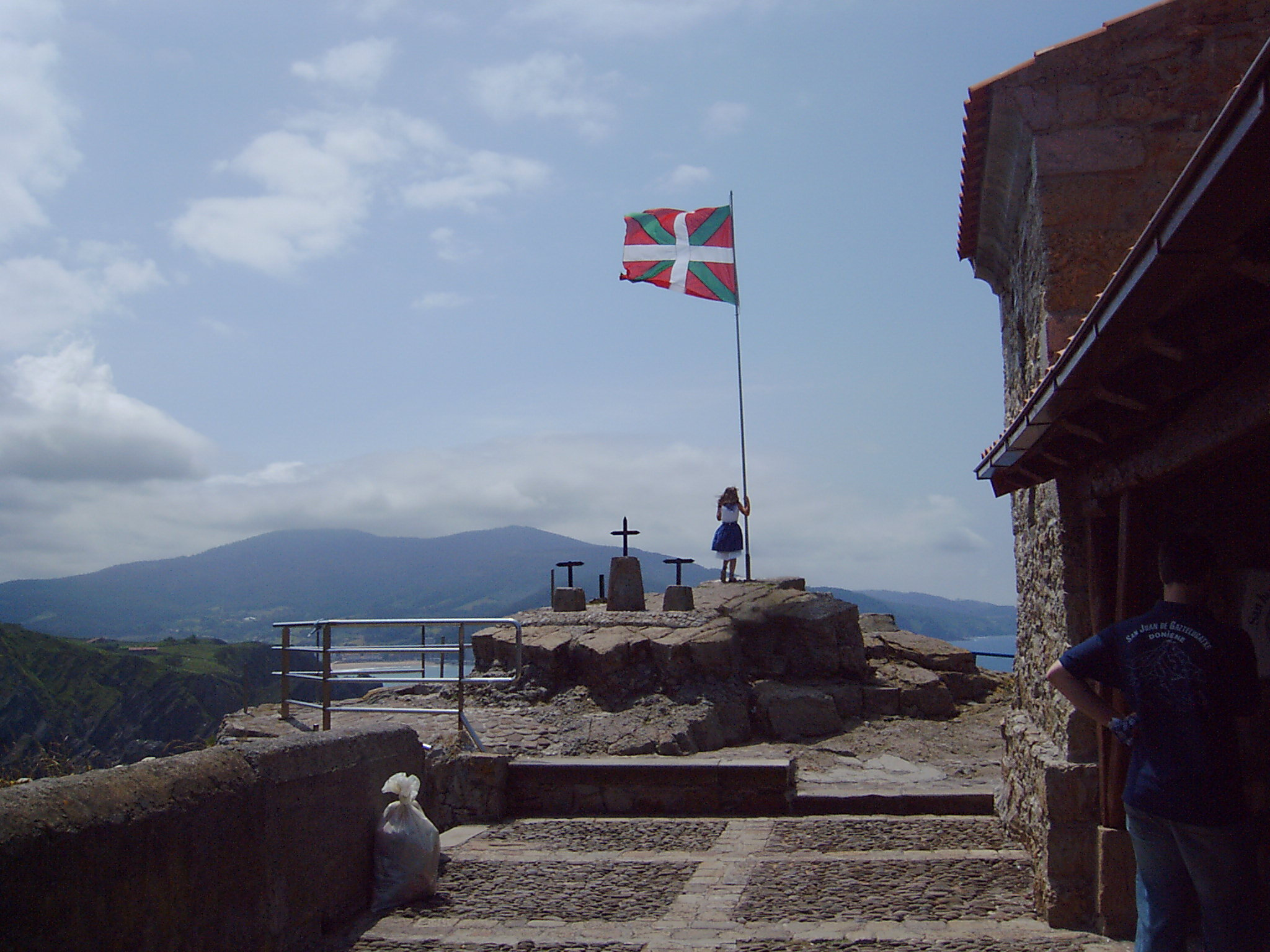
غازتيلوغاتكس، مععلم الباسك
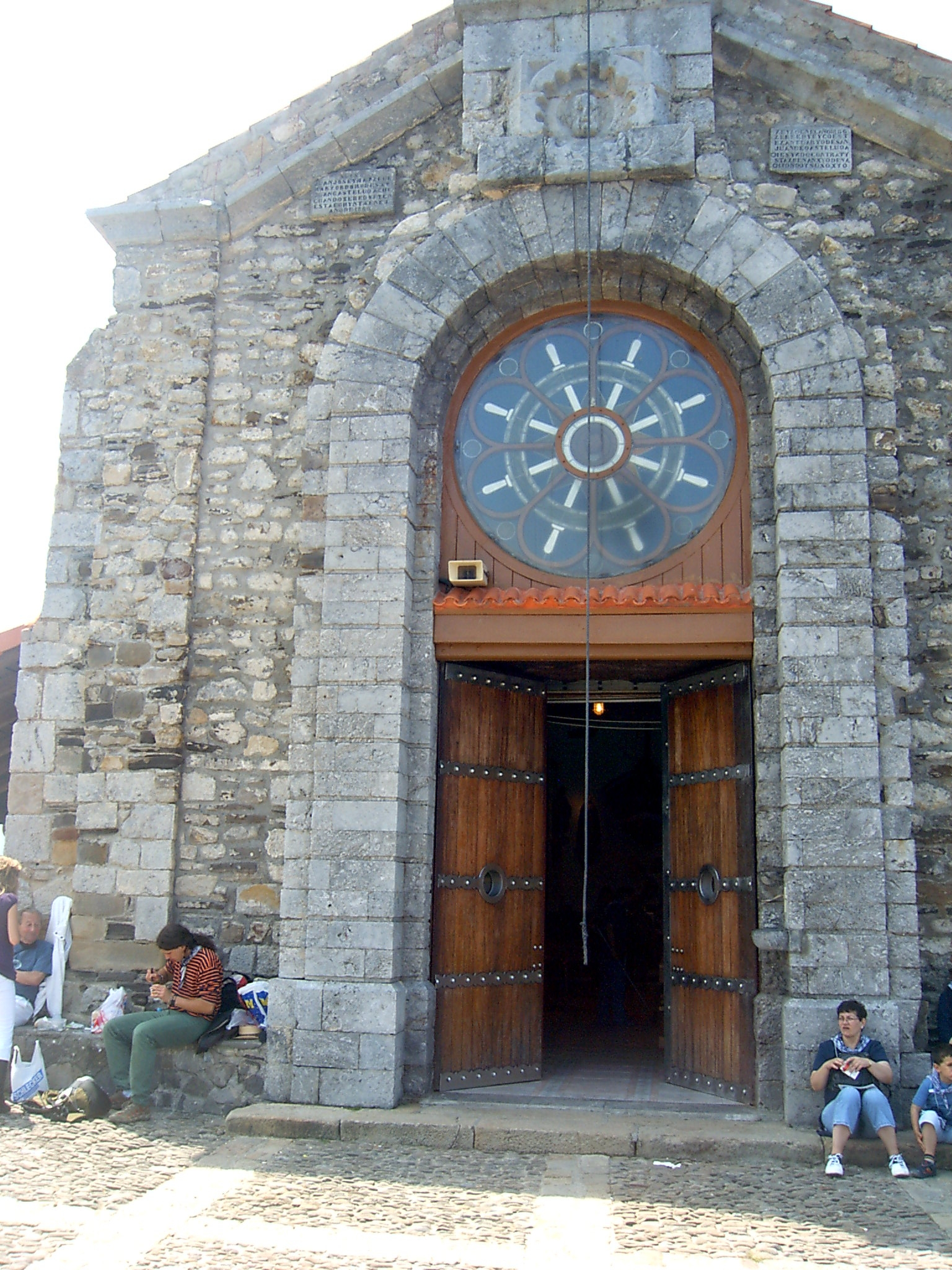
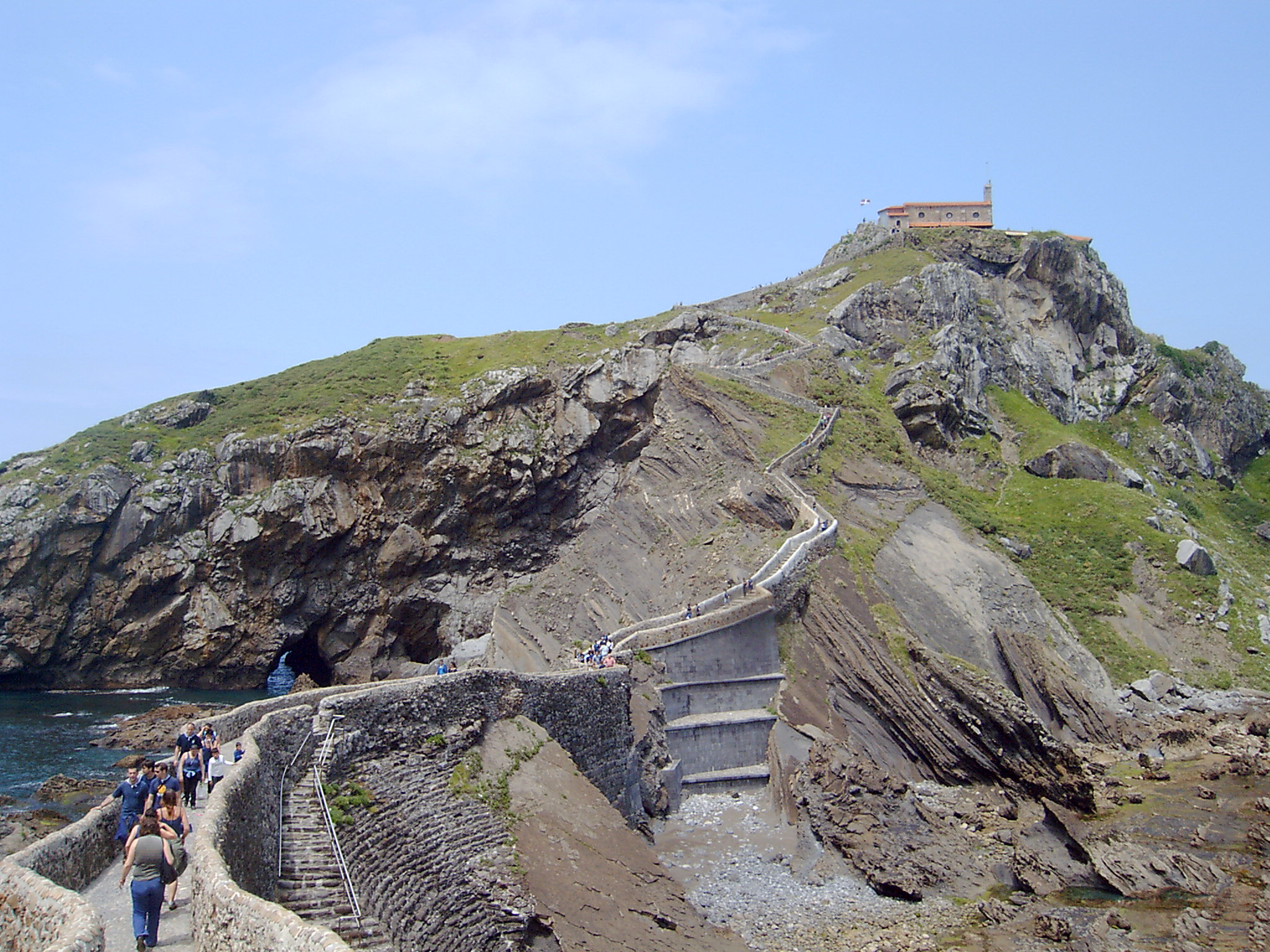
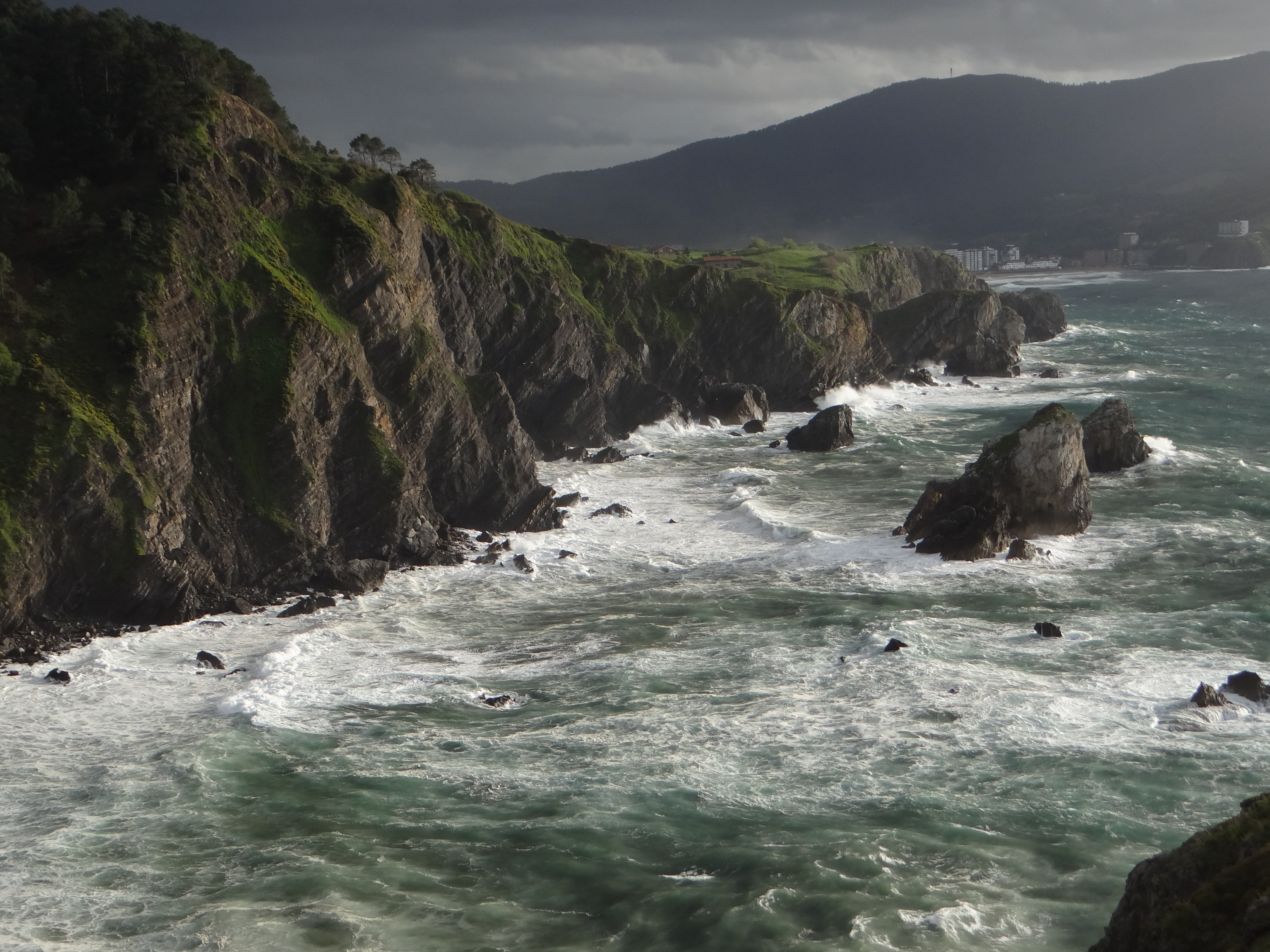
منظر بانورامي لمدينة غازتيلوجاتكس

## روابط خارجية
- غازتيلوغاتكس، الموقع الإلكتروني لمجلس مدينة بيرميو.
- سان خوان دي جازتيلوغاتكس